# Memories (album)
Memories – album amerykańskiej piosenkarki Barbry Streisand wydany w 1981 roku.
Album jest kompilacją piosenek nagranych w latach 1973–1981 z dwoma nowymi utworami: „Comin’ In and Out of Your Life” i coverem „Memory”, które zostały wydane jako single i osiągnęły względny sukces na międzynarodowych listach przebojów. W Wielkiej Brytanii album ukazał się jako Love Songs z czterema dodatkowymi utworami.
Płyta spotkała się z dużym sukcesem komercyjnym. Dotarła do miejsca 10. amerykańskiego zestawienia Billboard 200 i uzyskała w USA status pięciokrotnie platynowej.

## Lista utworów
Strona A
| 1. | „Memory”                                               | 3:57  |
|    |                                                        |       |
| 2. | „You Don’t Bring Me Flowers” (oraz Neil Diamond)       | 3:26  |
|    |                                                        |       |
| 3. | „My Heart Belongs to Me”                               | 3:23  |
|    |                                                        |       |
| 4. | „New York State of Mind”                               | 4:46  |
|    |                                                        |       |
| 5. | „No More Tears (Enough Is Enough)” (oraz Donna Summer) | 4:48  |
|    |                                                        |       |
|    |                                                        | 20:20 |
|    |                                                        |       |
Strona B
| 1. | „Comin’ In and Out of Your Life”             | 4:10  |
|    |                                              |       |
| 2. | „Evergreen (Love Theme from A Star Is Born)” | 3:07  |
|    |                                              |       |
| 3. | „Lost Inside of You”                         | 3:59  |
|    |                                              |       |
| 4. | „The Love Inside”                            | 5:09  |
|    |                                              |       |
| 5. | „The Way We Were”                            | 3:31  |
|    |                                              |       |
|    |                                              | 19:56 |
|    |                                              |       |

## Notowania
| Kraj                              | Pozycja |
| --------------------------------- | ------- |
| Australia                         | 7       |
| Austria                           | 17      |
| Hiszpania                         | 20      |
| Holandia (MegaCharts)             | 6       |
| Kanada                            | 14      |
| Norwegia (VG-lista)               | 6       |
| Nowa Zelandia (RMNZ)              | 2       |
| Stany Zjednoczone (Billboard 200) | 10      |
| Szwecja (Sverigetopplistan)       | 4       |
| Wielka Brytania (UK Albums Chart) | 1       |

## Certyfikaty
| Kraj                     | Certyfikat          |
| ------------------------ | ------------------- |
| Francja (SNEP)           | 2 × platynowa płyta |
| Holandia (NVPI)          | platynowa płyta     |
| Kanada (Music Canada)    | 2 × platynowa płyta |
| Portugalia (AFP)         | srebrna płyta       |
| Stany Zjednoczone (RIAA) | 5 × platynowa płyta |
| Wielka Brytania (BPI)    | platynowa płyta     |